# Lukas Wank
Lukas Nathanael Christian Wank (* 19. Januar 1997 in Altenburg) ist ein deutscher Basketballspieler auf der Position des Flügelspielers. Wank ist 1,98 Meter groß und gehört seit 2024 zum Aufgebot des Bundesligisten Würzburg Baskets.

## Karriere
Wank machte seine ersten Schritte im Basketball auf Vereinsebene im Alter von 14 Jahren in seiner Geburtsstadt beim Altenburger Basketball Club 1996. Er wechselte dann zu Science City Jena und spielte für den Verein ab 2012 in der Jugend-Basketball-Bundesliga sowie ab 2013 in der Nachwuchs-Basketball-Bundesliga. Während der Saison 2013/14 feierte er seinen Einstand in Jenas Profimannschaft in der 2. Bundesliga ProA und wurde 2014 von dem Verein mit einem Fünfjahresvertrag ausgestattet. Allerdings entschied er sich nach der Saison 2015/16, in der er in 14 Einsätzen zum Gewinn des ProA-Meistertitels beitrug, Jena zu verlassen.
Anfang Juli 2016 unterschrieb Wank einen Dreijahresvertrag beim Bundesligisten s.Oliver Würzburg. Nach nur einer Saison, in der er vorwiegend mit einer Doppellizenz im ProB-Team TG s.Oliver Würzburg zum Einsatz kam, wechselte Lukas Wank Anfang Oktober 2017 zu den RheinStars Köln (ProA). Zur Saison 2018/19 wechselte er innerhalb der 2. Bundesliga ProA zum BV Chemnitz 99. Mit den Sachsen erreichte er das ProA-Halbfinale und scheiterte mit seiner Mannschaft im entscheidenden Spiel um den Einzug in die Endspielserie und damit um den Bundesliga-Aufstieg knapp an Hamburg. Wank stand in 29 Saisonspielen für Chemnitz auf dem Feld und erzielte im Schnitt 9,1 Punkte, 3,2 Rebounds und 2,7 Korbvorlagen je Begegnung. Im Sommer 2019 unterschrieb er einen Dreijahresvertrag beim Bundesligisten Basketball Löwen Braunschweig. Wank verließ die Niedersachsen im Sommer 2021 und wechselte innerhalb der Bundesliga zu den Skyliners Frankfurt. Dort wurde er zu Beginn der Saison 2022/23 zum Kapitän der Mannschaft benannt. 2023 verfehlte er mit Frankfurt den Bundesliga-Klassenerhalt.
Bundesligist EWE Baskets Oldenburg gab Mitte September 2023 Wanks Verpflichtung bekannt. Für die Niedersachse kam er im Verlauf des Spieljahres 2023/24 auf 34 Einsätze in der Bundesliga, Wank erzielte in diesen im Durchschnitt 5,5 Punkte. Hernach ging er nach Würzburg zurück.

## Nationalmannschaft
Bei der U18-Europameisterschaft 2015 stieß Wank mit der deutschen Nationalmannschaft ins Viertelfinale vor. Im Mai 2017 wurde er in die U20-Nationalmannschaft berufen. Bei der U20-Europameisterschaft im Sommer 2017 kam er mit der deutschen Mannschaft auf den siebten Gesamtrang und erzielte im Schnitt 3,1 Punkte je Begegnung. 2019 wurde er in die A2-Nationalmannschaft berufen und schloss mit dieser im Juli 2019 die Teilnahme an der Sommeruniversiade in Neapel auf dem fünften Rang ab. Im Februar 2020 stand er erstmals im erweiterten Aufgebot der A-Nationalmannschaft. Sein erstes A-Länderspiel bestritt Wank im Juni 2021 gegen Tschechien. Im Folgemonat trug er zur Qualifikation der deutschen Mannschaft für die Olympischen Spiele in Tokio bei. Bei Olympia wurde Wank in zwei Spielen eingesetzt.